# Minyulite
La minyulite è un minerale.

## Abito cristallino
Radiale.

## Origine e giacitura
Associata a Dufrénite, in ammassi glauconitici ricchi di fosfati, o come minerale secondario in cima ai filoni metalliferi.

## Forma in cui si presenta in natura
In aggregati raggiati di cristalli aghiformi, molto simili alla wavellite.

## Località di ritrovamento
Minyulo Well presso Dardaragan in Australia Occidentale. A Pereta in provincia di Grosseto.

## Proprietà chimico-fisiche
- Ê solubile negli acidi[1]
- Peso molecolare: 372,57 gm[2]
- Indice di fermioni: 0,0002789568[2]
- Indice di bosoni: 0,9997210432[2]
- Fotoelettricità: 2,30 barn/elettrone[2]
- Radioattività[2]: GRapi = 152.82 (Gamma Ray American Petroleum Institute Units)
  - Concentrazione di unità GRapi per la minyulite = 0,65 (%)
  - Radioattività stimata per la minyulite: appena rilevabile